# Larrínoa
Larrínoa (en euskera y oficialmente Larrinoa) es un concejo del municipio de Cigoitia, en la provincia de Álava, España. 

## Despoblado
Forma parte del concejo el despoblado de:
- Ocaranza.[1]

## Historia
Hacia mediados del siglo XIX, el lugar, ya por entonces perteneciente a Cigoitia, tenía contabilizada una población de 42 habitantes. Aparece descrito en el décimo volumen del Diccionario geográfico-estadístico-histórico de España y sus posesiones de Ultramar de Pascual Madoz con las siguientes palabras:

LARRINOA: l. del ayunt. de Cigoitia, en la prov. de Alava, part. jud. de Vitoria (2 leg.), aud. terr. de Burgos (21). c. g. de las Provincias Vascongadas y dióc. de Calahorra (21): sit. en llano al S. y falda del monte Gorbea; clima saludable; le combate el viento N., y se padecen catarros y enfermedades estacionales. Tiene 20 casas, escuela de primera educacion frecuentada por 21 alumnos de este pueblo y los de Gopegui y Murua, y dotada con una pequeña retribucion de parte de los concurrentes; igl. parr. (San Pedro), servida por un beneficiado perpetuo con título de cura de nombramiento del ordinario; cementerio al O. y contiguo á la igl.; el vecindario se surte para sus usos domésticos y abrevadero de ganados del caudal de un riach. que corre por su inmediacion. El term. que se estiende 1/4 de leg. de N. á S., é igual distancia de E. á O., confina N. Murua; E. Cestafe; S. Gopegui, y O. Manurga: comprendiendo en su radio algun monte poblado de arbustos, varias deh. y prados con diferentes robles y abundantes y buenos pastos para los ganados: el terreno es de inferior calidad, pedregoso y estéril; le baña un riach. de poco caudal procedente de las fuentes de Gorbea: los caminos son locales, en estado regular: el correo se recibe por peaton de Vitoria. prod.: trigo, maiz, arbjeas, y otras legumbres; cria de ganado vacuno y caballar, caza de perdices y liebres; pesca de truchas y barbos. pobl.: 13 vec., 42 alm. riqueza y contr. con su ayunt. (V.)
(Madoz, 1847, p. 90)

En 2022, tenía empadronados 35 habitantes.

## Demografía
| Gráfica de evolución demográfica de Larrinoa entre 2000 y 2017 |
|                                                                |
| Población de derecho según los censos de población del INE.    |

## Patrimonio
Hubo en el lugar una iglesia de San Pedro, que fue derribada durante la guerra civil española.